# 悪魔のえじき
『悪魔のえじき』 (Day of The Woman/ I Spit on Your Grave) は、1978年のアメリカ映画｡ 日本公開は1979年6月30日。上映時間は1時間41分。ジャンルはホラー、スプラッタ。『悪魔のえじき』はソフト化の際のタイトルであり、劇場公開時のタイトルは『発情アニマル』だった。

## 概要
1977年に実際に起こった事件を元に製作したB級スプラッタホラー。男達に凄惨なレイプされた女性が復讐をするという内容で、当初は『サマータイム』という邦題で公開予定だったが、結局は『発情アニマル』というポルノまがいのタイトルとなった。なお、TV放映時には当初の原題である「Day of The Woman」から『女の日』というタイトルで放送された。
2012年6月16日に『発情アニマル アイ・スピット・オン・ユア・グレイヴ1978』としてリバイバル公開された。
人気が出てリメイク映画である『アイ・スピット ・オン・ユア・グレイヴ』シリーズ（2010年–2015年）と本作直接の続編『I Spit on Your Grave: Deja Vu』（2019年）も作られた。
似た様なタイトルがあるものの、ほとんどが本作との関連はない。

## スタッフ
- 監督・脚本:メイル・ザルチ
- 製作:ジョセフ・ズビーダ
- 撮影:ユーリ・ハヴィヴ
- 音楽:ジャコモ・プッチーニ

## キャスト
- カミール・キートン
- エロン・テイバー
- アンソニー・ニコルズ
- アイザック・アガミ
- タミー・ザーチ

## タイトルの変遷

### 原題
- Day of The Woman

最初のタイトル。当初の公開（1978年）では監督・脚本のメイル・ザルチ自身の手により田舎のドライブインシアターに配布していたが興行収入は高くなかった。
- I Spit on Your Grave

再リリース時のタイトル。1980年に映画プロデューサーのジェリー・グロスが改題し再リリースされた。タイトルは1959年のフランス映画『J'irai cracher sur vos tombes（英題：I Spit on Your Grave）(墓にツバをかけろ)』にちなんで名付けられた。
- I Hate Your Guts
- The Rape and Revenge of Jennifer Hill

再リリース時の別タイトル。地域によっては「I Spit on Your Grave」のタイトルに落ち着くまで使われていた。

### 邦題
- サマータイム

日本公開前の仮題。一般向け作品として公開予定だった。映画雑誌『ロードショー』1979年5月号の掲載情報では「4月公開」「松竹・富士映画配給」。
- 発情アニマル

1979年6月30日に内容の過激さから成人映画として日本公開。グローバルフィルム配給。ポスターには原題の「DAY OF THE WOMAN」のタイトルも記載されていた。
- 女の日

TVで深夜放送された際のタイトル。当初の原題からの直訳。
- 悪魔のえじき

VHS時のタイトル（1986年10月25日発売）。80年代のホラー映画ブームに乗る形の改題となった。パッケージタイトル下に原題の「DAY OF THE WOMAN」のタイトルも記載されていた。DVD版は『悪魔のえじき ヘア無修正版』としてヘアシーンの修正（ボカシ）をなくし発売された（2001年9月7日発売）。
- 発情アニマル アイ・スピット・オン・ユア・グレイヴ1978

2012年6月16日リバイバル公開時のタイトル。「発情アニマル」上映委員会配給。『アイ・スピット・オン・ユア・グレイヴ1978』が副題となっている。このタイトルで新たにDVDが再発売されている（2012年7月4日発売、「悪魔のえじき」DVD版とは異なりヘアシーンは修正されたバージョンを収録）。

## 続編
2019年には本作オリジナル版の続編『I Spit on Your Grave: Deja Vu』が公開され、本作で主演だったカミール・キートンも出演している。日本未公開。2023年8月にて、ニューセレクトより国内ソフトが販売された。
邦題は『発情アニマル2 アイ・スピット・オン・ユア・グレイヴ・デジャヴ』

## リメイク版シリーズ
- 第1作（2010年） - アイ・スピット・オン・ユア・グレイヴ （原題：I Spit on Your Grave）
  - 本作のリメイク作品。
- 第2作（2013年） - アイ・スピット・オン・ユア・グレイヴ2 （原題：I Spit on Your Grave 2）
  - リメイク版1作目とのつながりはなく独立した作品。
- 第3作（2015年） - アイ・スピット・オン・ユア・グレイヴ3 （原題：I Spit on Your Grave III: Vengeance Is Mine）
  - リメイク版1作目の後を描いた続編。

## 類似タイトル作品
以下の作品は、タイトルが類似しているが、シリーズとは無関係の作品である。
- 新・悪魔のえじき 暴虐女傑復讐鬼（1981年／香港／原題：瘋狂女煞星）

香港で製作されたレイプ・リベンジ・ムービー。VHSソフト販売時に同ジャンルである本家に便乗した邦題を付けられている。
- 裸の復讐 （1985年／アメリカ／原題：Naked Vengeance）

プロットの類似から、非公式なリメイクとして扱われてる作品。
- Savage Vengeance（1993年／アメリカ）

本家『悪魔のえじき』の非公式な続編。日本では未公開。カミール・キートンが同一人物を演じる後日談。
- 悪魔のえじき2 デビルズ・マザー（1992年／ドイツ／原題：Violent Shit II: Mother Hold My Hand）
- 悪魔のえじき ブルータル・デビル・プロジェクト（1999年／ドイツ／原題：Violent Shit III: Infantry of Doom）

　本来、この2作は『マニアック2001』（1989年／ドイツ／原題：Violent Shit）の続編に当たる。
- 悪魔のえじき2 （2001年／アメリカ／原題：I Spit on Your Corpse, I Piss on Your Grave）

別題は「The Captives」。内容に共通点があるが続編ではない。
- 悪魔のえじき サードバイブレーション（2005年／日本）

『悪魔のえじき2』のリリースに続いて便乗した日本オリジナルビデオ。
- アイ・スピット・オン・ユア・グレイヴ アナザー （2014年／アメリカ／原題：Julia）

リメイク版の続編を思わせる邦題を付けられたリベンジ・ムービー。
- 悪魔のえじき アイ・スピット・オン・ユア・リメインズ（2014年／日本）

『悪魔のえじき サードバイブレーション』の続編的作品。